# Makrostruktura
Makrostruktura (wielka struktura) – w najogólniejszym ujęciu definiowana jest jako część społeczeństwa globalnego i wielkich grup społecznych. Tworzona jest między innymi przez klasy, warstwy, grupy zawodowe, grupy wyznaniowe, naród, państwo i wzajemne relacje między nimi.
Poddawana jest wzajemnym relacjom z mikrostrukturami.